# Łotwa na Zimowych Igrzyskach Olimpijskich 1994
Łotwę na Zimowych Igrzyskach Olimpijskich 1994 reprezentowało 27 zawodników: dwudziestu mężczyzn i siedem kobiet. Był to piąty start reprezentacji Łotwy na zimowych igrzyskach olimpijskich.

## Skład reprezentacji

### Biathlon
Mężczyźni
| Konkurencja  | Zawodnik         | Pudła | Czas    | Miejsce |
| ------------ | ---------------- | ----- | ------- | ------- |
| 10 km Sprint | Aivars Bogdanovs | 6     | 33:52.0 | 66      |
| 10 km Sprint | Ilmārs Bricis    | 4     | 31:36.9 | 41      |

| Konkurencja   | Zawodnik         | Czas    | Pudła | Skorygowany czas | Miejsce |
| ------------- | ---------------- | ------- | ----- | ---------------- | ------- |
| Bieg na 20 km | Oļegs Maļuhins   | 58:02.1 | 4     | 1'02:02.1        | 40      |
| Bieg na 20 km | Gundars Upenieks | 58:26.5 | 2     | 1'00:26.5        | 19      |

Sztafeta mężczyzn 4 x 7,5 km
| Zawodnicy                                                      | Wyścig | Wyścig    | Wyścig  |
| Zawodnicy                                                      | Pudła  | Czas      | Miejsce |
| -------------------------------------------------------------- | ------ | --------- | ------- |
| Oļegs Maļuhins Ilmārs Bricis Aivars Bogdanovs Gundars Upenieks | 4      | 1'37:40.5 | 16      |

Kobiety
| Konkurencja   | Zawodniczka            | Pudła | Czas    | Miejsce |
| ------------- | ---------------------- | ----- | ------- | ------- |
| 7,5 km Sprint | Ieva Cederštrēma-Volfa | 3     | 27:52.6 | 28      |

| Konkurencja   | Zawodniczka            | Czas    | Pudła | Skorygowany czas | Miejsce |
| ------------- | ---------------------- | ------- | ----- | ---------------- | ------- |
| Bieg na 15 km | Ieva Cederštrēma-Volfa | 52:03.8 | 5     | 57:03.8          | 30      |

### Bobsleje
| Zawodnik                                                    | Konkurencja | Finał   | Finał   | Finał   | Finał   | Finał   | Finał   |
| Zawodnik                                                    | Konkurencja | Ślizg 1 | Ślizg 2 | Ślizg 3 | Ślizg 4 | Łącznie | Miejsce |
| ----------------------------------------------------------- | ----------- | ------- | ------- | ------- | ------- | ------- | ------- |
| Zintis Ekmanis Aldis Intlers                                | Dwójki      | 52.75   | 53.42   | 53.20   | 53.46   | 3:32.83 | 10      |
| Sandis Prūsis Adris Plūksna                                 | Dwójki      | 53.31   | 53.40   | 53.35   | 53.52   | 3:33.58 | 16      |
| Zintis Ekmanis Boriss Artemjevs Aldis Intlers Didzis Skuška | Czwórki     | 52.49   | 52.27   | 52.55   | 52.50   | 3:29.81 | 13      |
| Sandis Prūsis Juris Tone Otomārs Rihters Adris Plūksna      | Czwórki     | 52.67   | 52.66   | 52.69   | 52.79   | 3:30.81 | 19      |

### Biegi narciarskie
Mężczyźni
| Konkurencja                           | Zawodnik       | Wyścig    | Wyścig  |
| Konkurencja                           | Zawodnik       | Czas      | Miejsce |
| ------------------------------------- | -------------- | --------- | ------- |
| Bieg na 10 km stylem klasycznym       | Jānis Hermanis | 30:57.3   | 85      |
| Bieg łączony na 15 km stylem dowolnym | Jānis Hermanis | 50:57.5   | 72      |
| Bieg na 30 km stylem dowolnym         | Jānis Hermanis | 1'34:10.5 | 69      |
| Bieg na 50 km stylem klasycznym       | Jānis Hermanis | 2'36:11.1 | 61      |

Kobiety
| Konkurencja                     | Zawodniczka   | Wyścig    | Wyścig  |
| Konkurencja                     | Zawodniczka   | Czas      | Miejsce |
| ------------------------------- | ------------- | --------- | ------- |
| Bieg na 5 km stylem klasycznym  | Ineta Kravale | 17:21.5   | 61      |
| Bieg na 15 km stylem dowolnym   | Ineta Kravale | 49:37.7   | 52      |
| Bieg na 30 km stylem klasycznym | Ineta Kravale | 1'38:41.8 | 48      |

### Łyżwiarstwo figurowe
Mężczyźni
| Zawodnik          | Konkurencja | SP | FS | TFP  | Miejsce |
| ----------------- | ----------- | -- | -- | ---- | ------- |
| Andrejs Vlascenko | Soliści     | 21 | 20 | 30.5 | 21      |

Pary
| Zawodnicy                      | Konkurencja   | SP | FS | TFP  | Rank |
| ------------------------------ | ------------- | -- | -- | ---- | ---- |
| Jelena Biereżna Oleg Szliachow | Para taneczna | 9  | 9  | 13.5 | 8    |

### Saneczkarstwo
| Zawodnik                     | Konkurencja      | Finał   | Finał   | Finał   | Finał   | Finał    | Finał   |
| Zawodnik                     | Konkurencja      | Ślizg 1 | Ślizg 2 | Ślizg 3 | Ślizg 4 | Łącznie  | Miejsce |
| ---------------------------- | ---------------- | ------- | ------- | ------- | ------- | -------- | ------- |
| Agris Elerts                 | Jedynki mężczyzn | 51.395  | 51.777  | 51.237  | 51.584  | 3:25.993 | 18      |
| Juris Vovčoks                | Jedynki mężczyzn | 51.647  | 51.794  | 51.769  | 51.738  | 3:26.948 | 21      |
| Iluta Gaile                  | Jedynki kobiet   | 49.973  | 49.736  | 49.636  | 49.704  | 3:19.049 | 17      |
| Anna Orlova                  | Jedynki kobiet   | 49.301  | 49.526  | 49.297  | 49.363  | 3:17.487 | 9       |
| Evija Šulce                  | Jedynki kobiet   | 49.795  | 49.819  | 49.625  | 49.718  | 3:18.957 | 16      |
| Aivis Švāns Roberts Suharevs | Dwójki           | 48.949  | 48.918  |         |         | 1:37.867 | 11      |
| Juris Vovčoks Dairis Leksis  | Dwójki           | 49.014  | 49.201  |         |         | 1:38.215 | 12      |

### Łyżwiarstwo szybkie
Kobiety
| Konkurencja    | Zawodniczka | Wyścig  | Wyścig  |
| Konkurencja    | Zawodniczka | Czas    | Miejsce |
| -------------- | ----------- | ------- | ------- |
| Bieg na 3000 m | Ilonda Lūse | 4:47.75 | 25      |